# Трисвятська Слобода
Трисвятська Слобода (у 1923—2016 роках — Радянська Слобода) — село в Україні, у Киїнській сільській громаді Чернігівського району Чернігівської області. Населення становить 1042 осіб. До 2018 орган місцевого самоврядування — Трисвятськослобідський старостат. Поштова адреса: 15505, Чернігівська обл., Чернігівський р-н, с. Трисвятська Слобода, вул. Шкільна (колишня Волгоградська), 18а. Трисвятськослобідській сільській раді, крім Трисвятської Слободи, до утворення Киїнської об'єднаної територіальної громади було підпорядковано село Павлівка.

## Населення

### Мова
Розподіл населення за рідною мовою за даними перепису 2001 року:
| Мова       | Кількість | Відсоток |
| ---------- | --------- | -------- |
| українська | 1013      | 97.22%   |
| російська  | 25        | 2.40%    |
| білоруська | 4         | 0.38%    |
| Усього     | 1042      | 100%     |

## Галерея

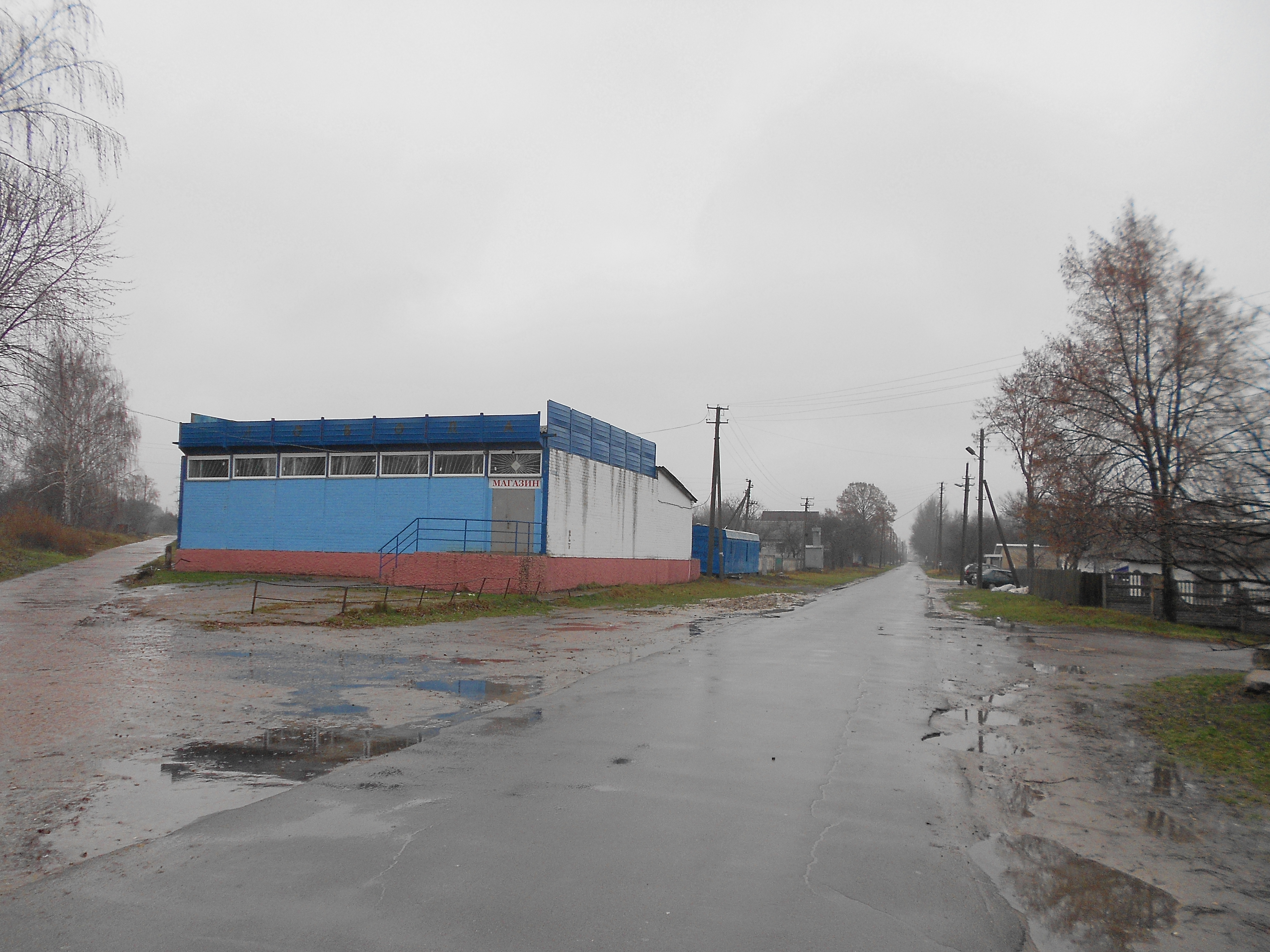
Магазин
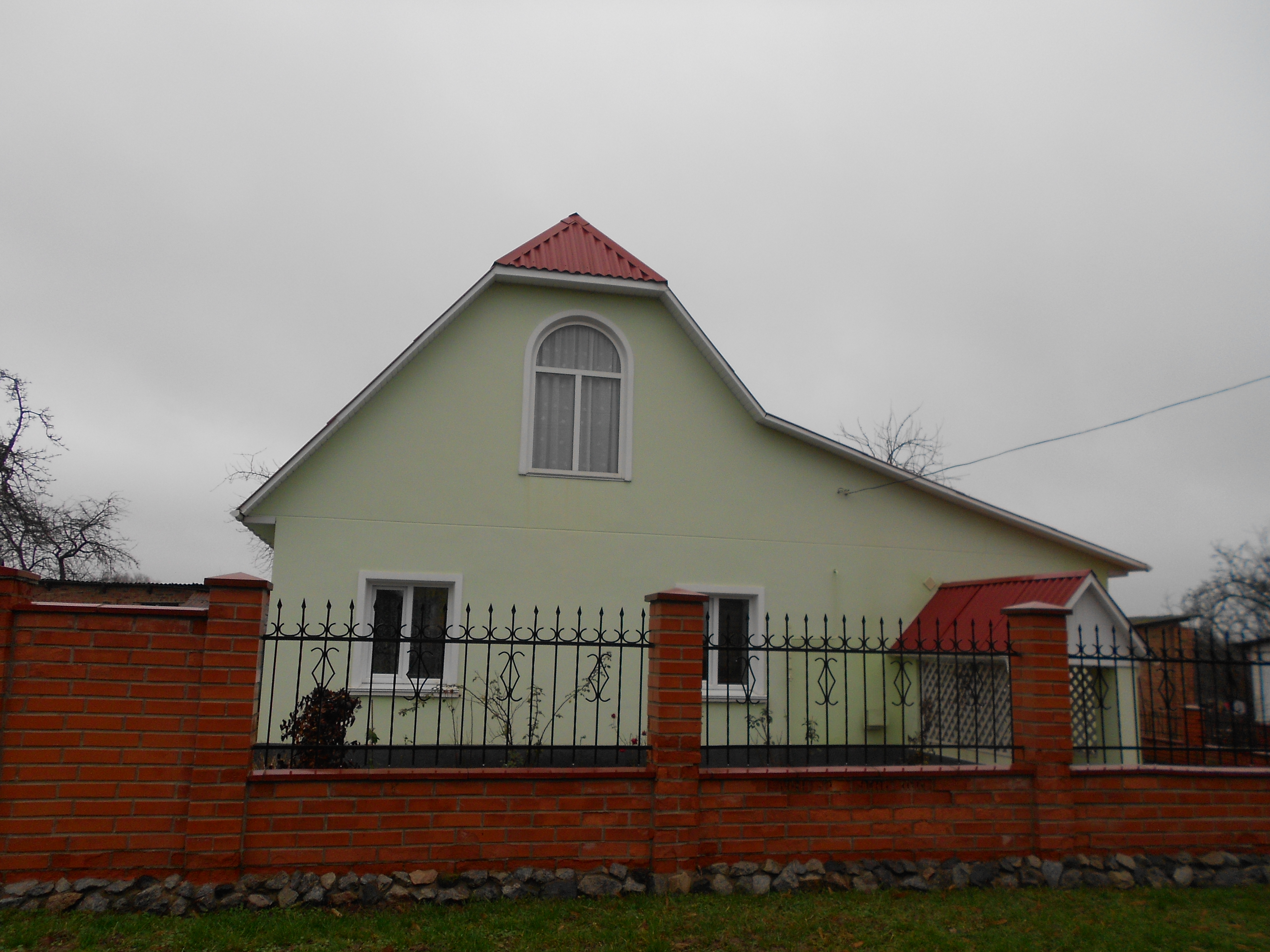
Новий сучасний будинок
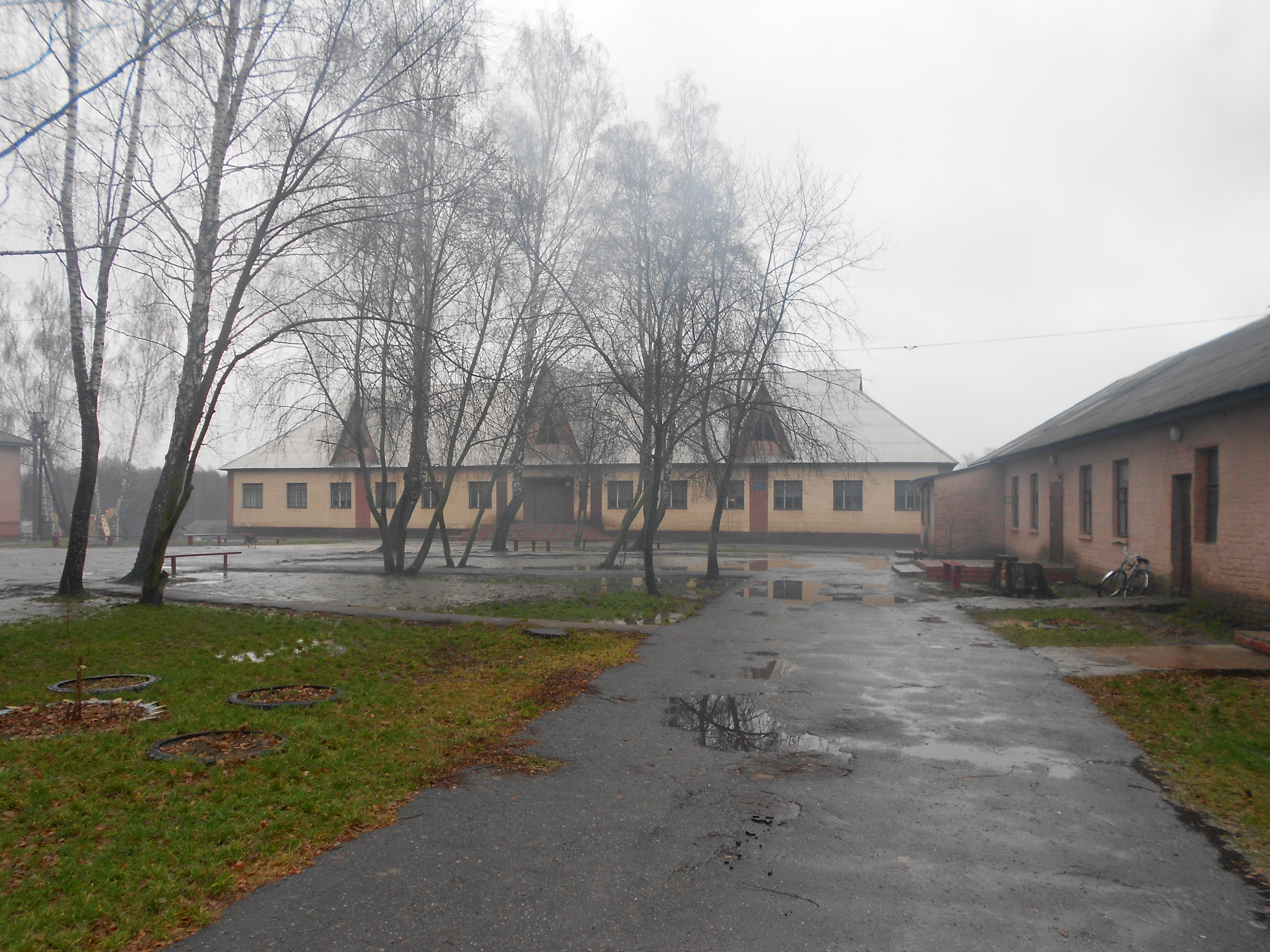
Школа
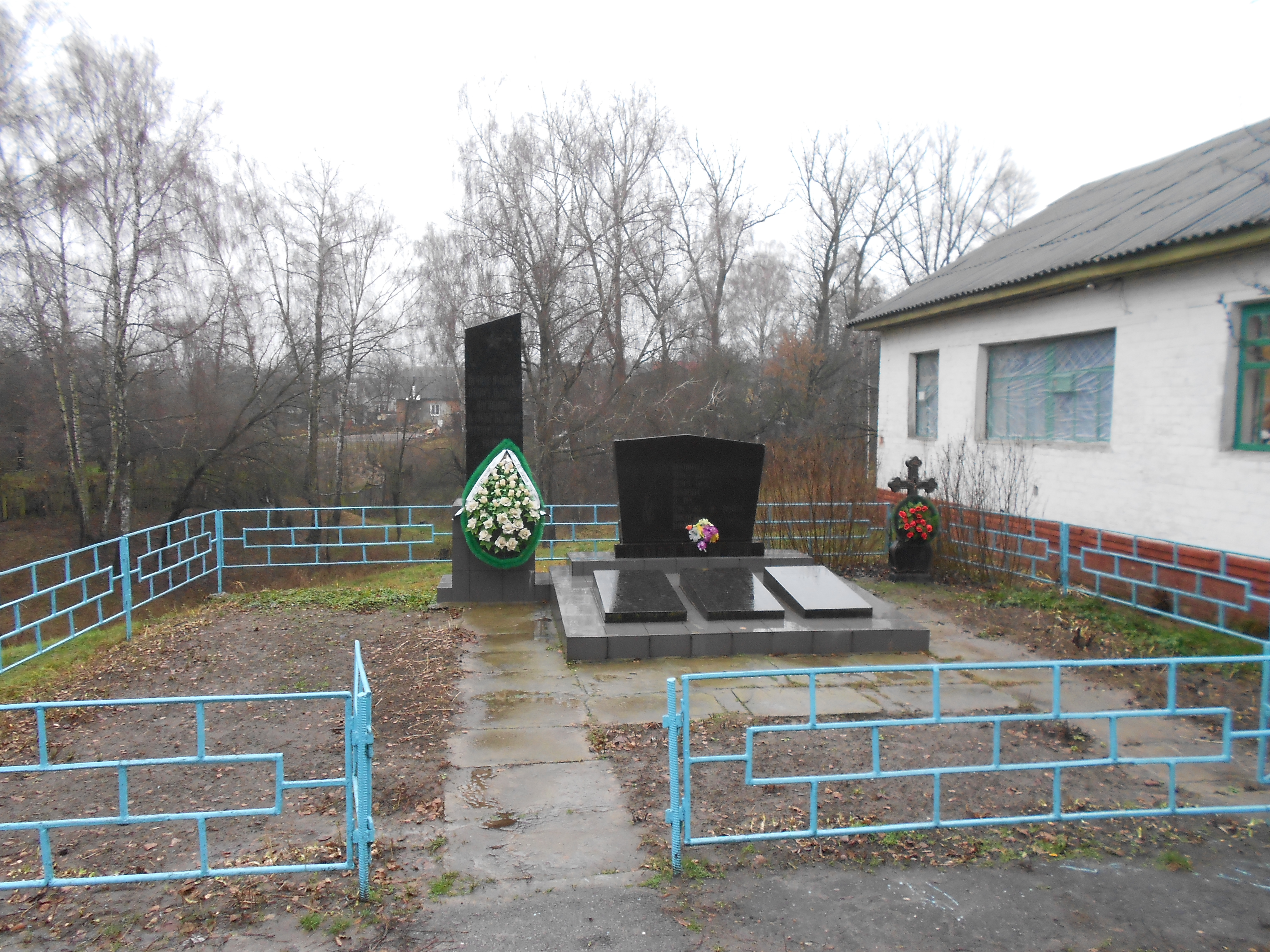
Братська могила
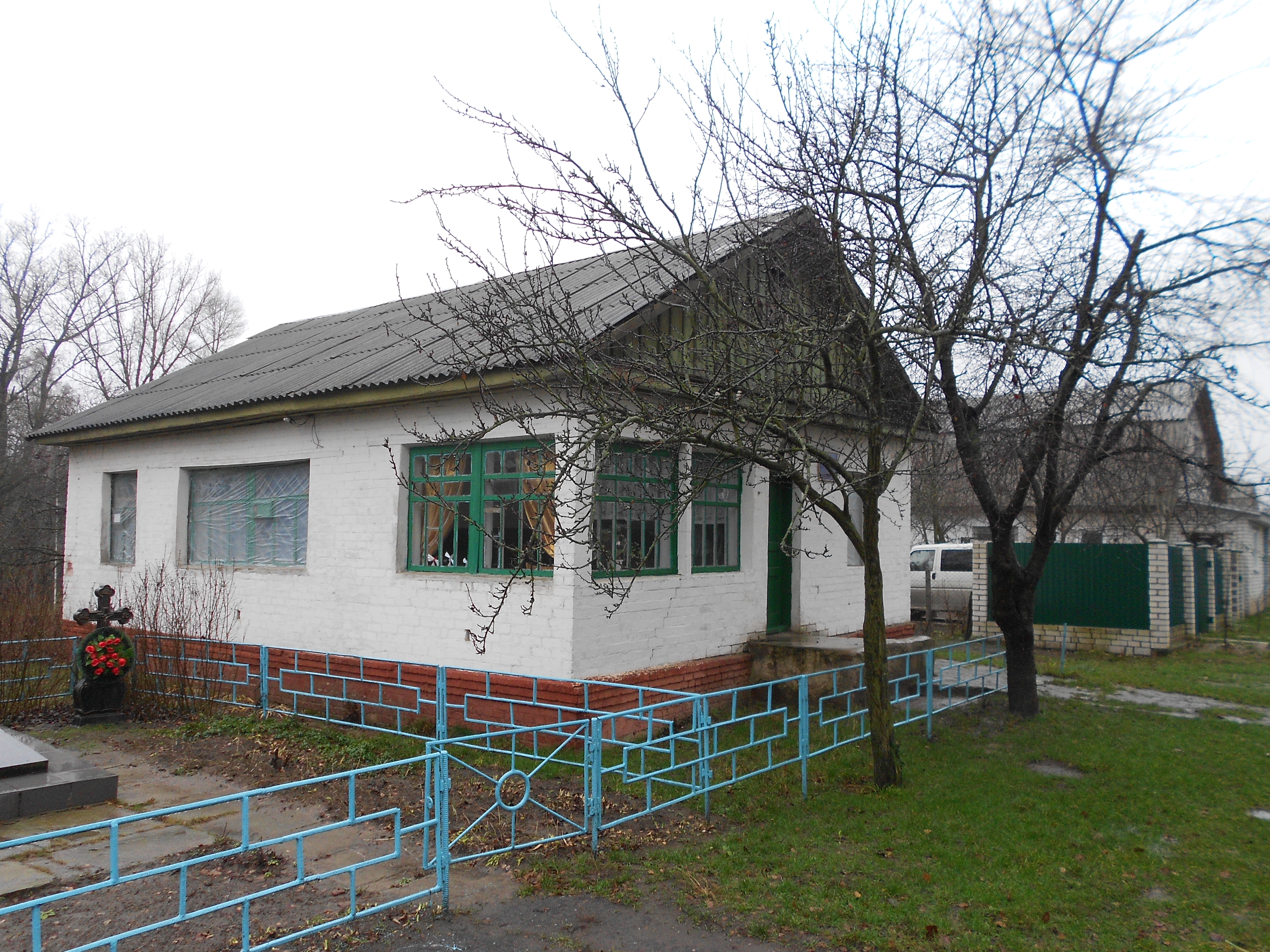
Бібліотека
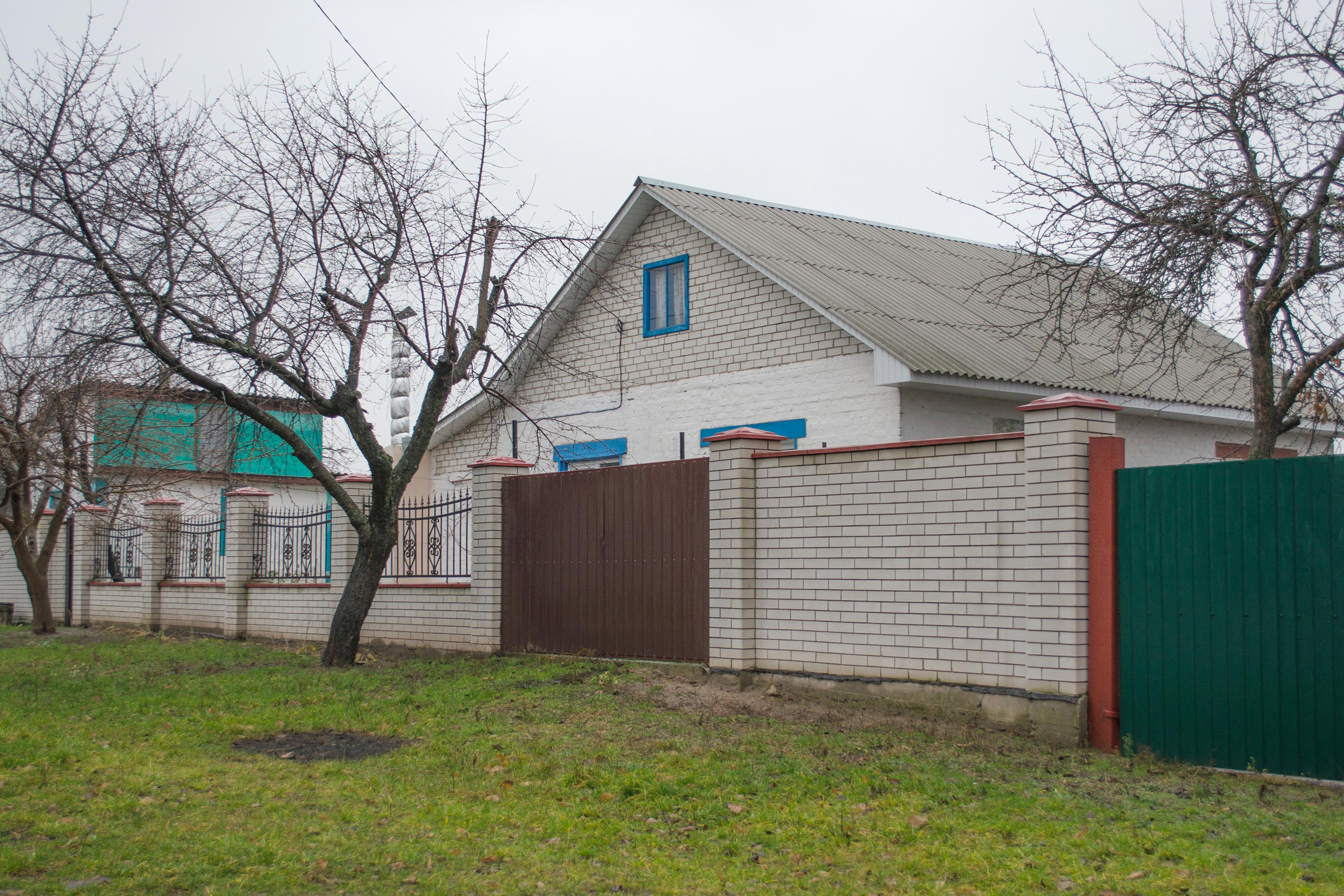
Житловий будинок

## Сполучення

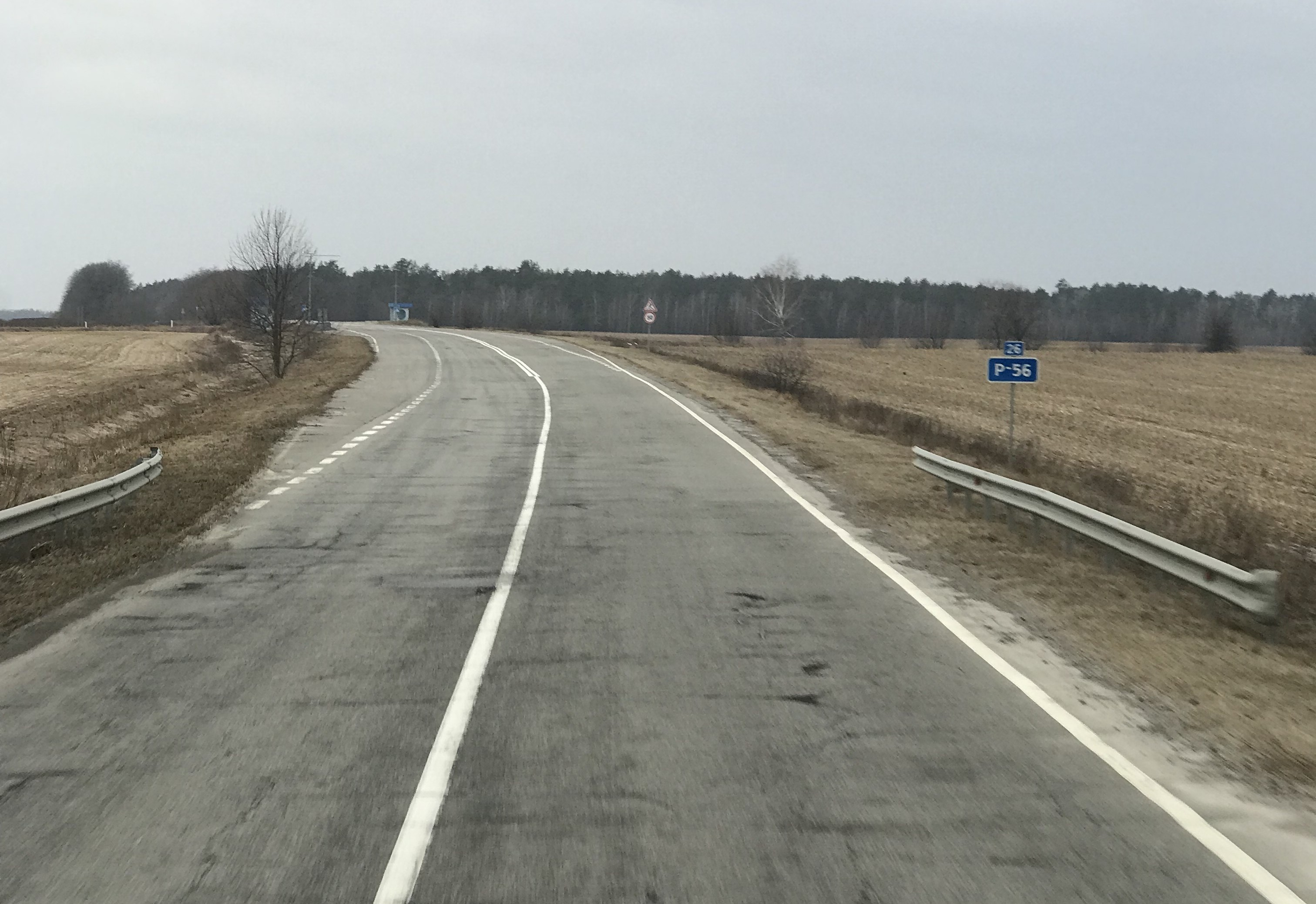
Автошлях Р 56 біля Михайло-Коцюбинського

Через селище проходить регіональний автошлях Р56 Чернігів — Чорнобиль